# Harley-Davidson Electra Glide

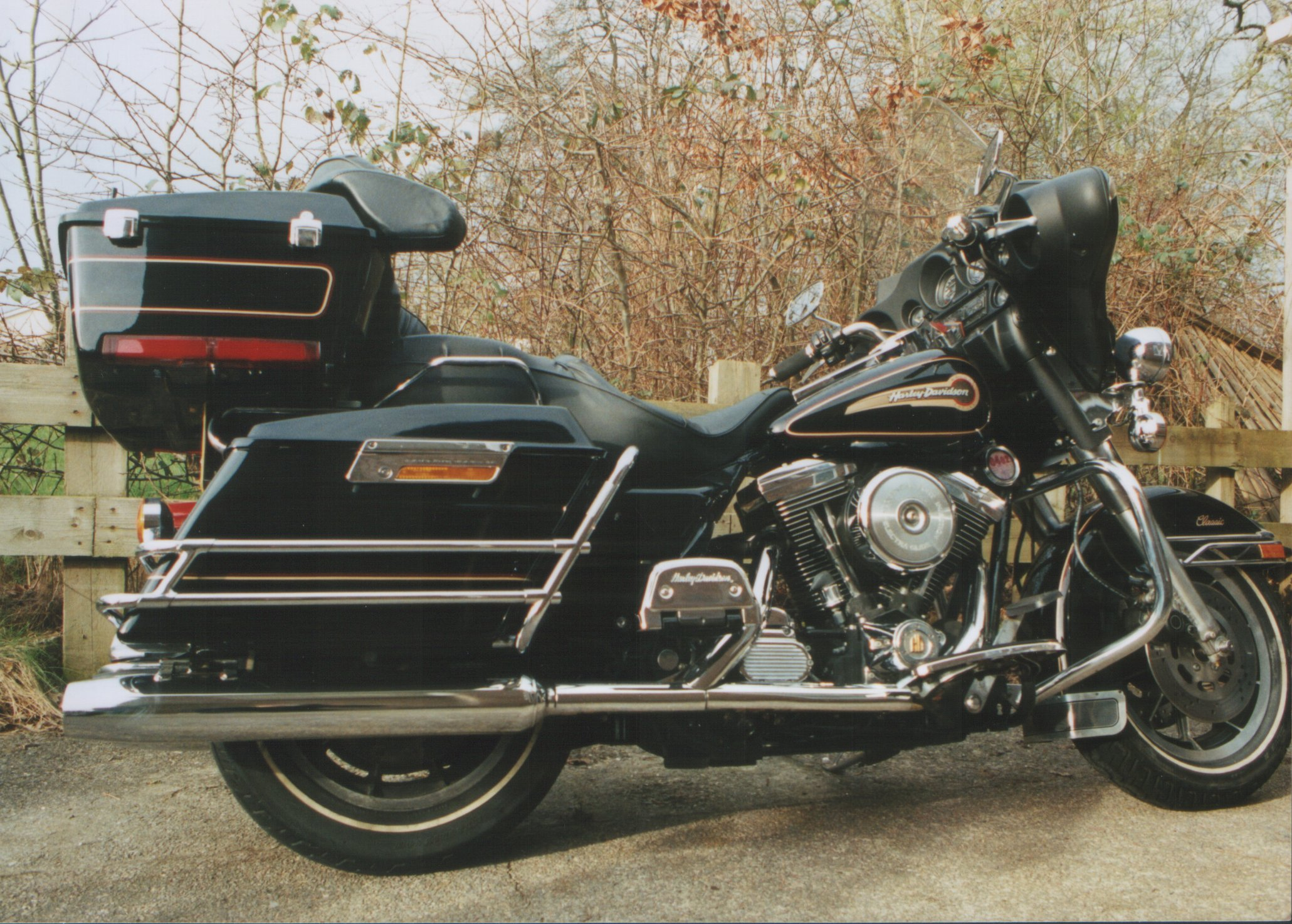
Harley-Davidson Electra Glide

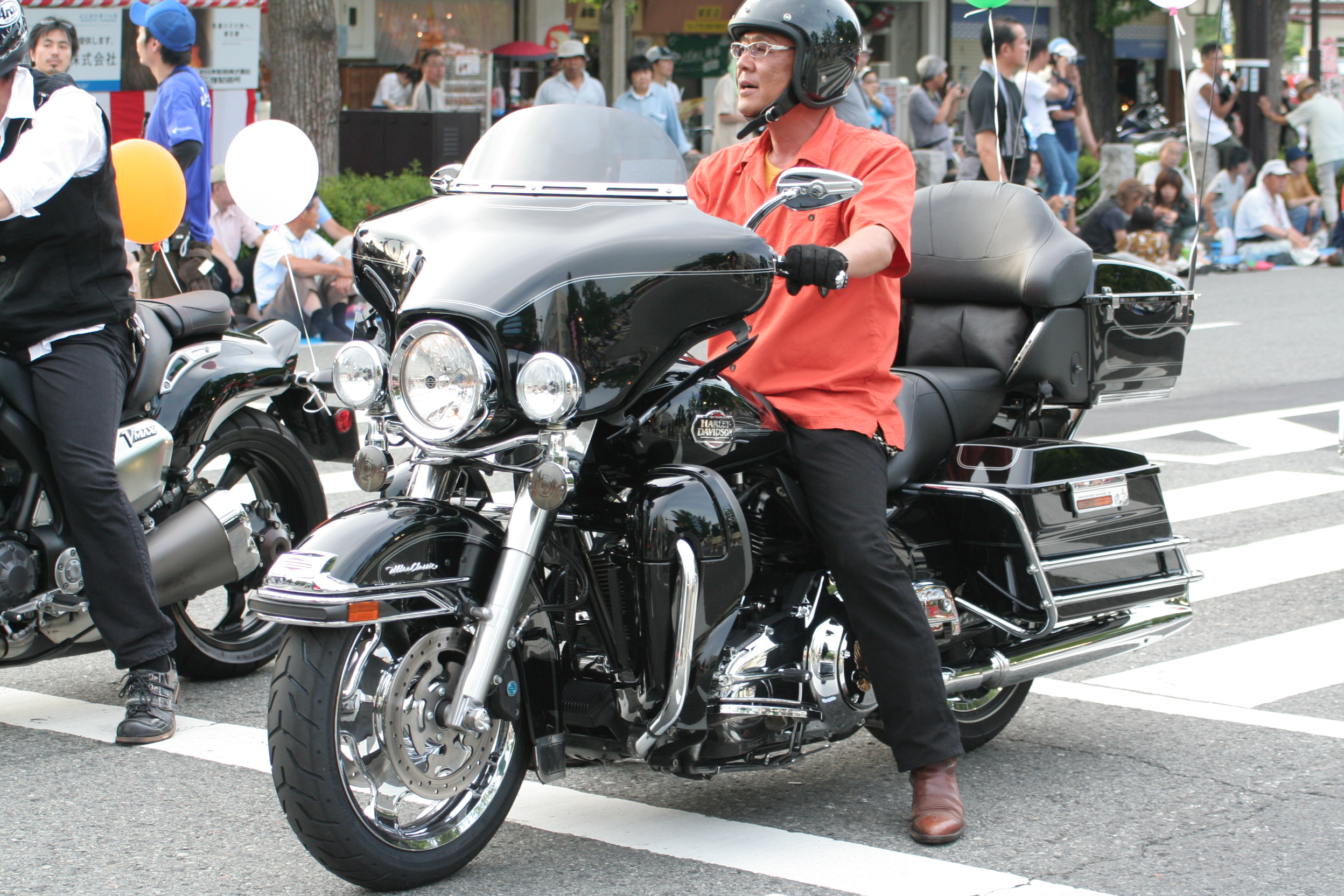
Harley-Davidson Electra Glide

Harley-Davidson Electra Glide — серія мотоциклів класу Tourer, що виготовляє американська компанія Harley-Davidson з 1965 року.
Electra Glide продовжує серію FL і прийшов на заміну Duo Glide. Це перша модель Harley-Davidson, що отримала електричний стартер (звідси і назва "Електра").
Електра є основою для трайку Harley Davidson під назвою "Tri Glide Ultra Classic", але він не імпортується в Європу.

## Моделі
- Electra Glide Standard
- Electra Glide Classic
- Electra Glide Ultra Classic
- Electra Glide Ultra limited
- Electra Glide Ultra Classic CVO